# Lenguaje de señas del indio de las llanuras
El lenguaje de señas del indio de las llanuras (por sus siglas en inglés, PISL), también conocido como lenguaje manual o lenguaje de señas de las llanuras, es un lenguaje de señas usado entre varias naciones de las llanuras en lo que hoy es el centro de Canadá, el centro y oeste de los Estados Unidos y el norte de México.  Al igual que otras lenguas de señas nativas americanas, la lengua de señas de los indios de las llanuras está en peligro de extinción. Esta lengua de señas se utilizó históricamente como lengua franca, especialmente para el comercio entre tribus a pesar de la barrera de los diferentes idiomas hablados de las tribus. Todavía se utiliza para contar cuentos, oratoria, diversas ceremonias y las personas sordas para su comunicación diaria. Fue desarrollado originalmente para facilitar la comunicación mutua entre tribus que hablaban diferentes idiomas o dialectos. Los signos variaban un poco entre los diferentes pueblos, especialmente los de mayor distancia. Todavía se utiliza en narraciones, rituales, oraciones y entre los sordos.
En 1885, se estimaba que había más de 110.000 indios que hablaban por señas, entre ellos la Confederación Blackfoot, Cheyenes, Siux, Kiowa y Arapajó. Como resultado de varios factores, incluida la colonización europea de las Américas, el número de hablantes de señas disminuyó drásticamente. Sin embargo, el creciente interés y el trabajo de preservación de la lengua de señas de las llanuras han aumentado su uso y visibilidad en el siglo XXI. Históricamente, algunos han comparado su registro más formal con el latín eclesiástico en su función. Actualmente lo utilizan principalmente los ancianos y los miembros sordos de las tribus nativas americanas.
Algunos niños indígenas sordos asisten a escuelas para sordos y aprenden la lengua de signos estadounidense (ASL) después de haber adquirido el lenguaje de señas del llano Canadiense. Un grupo estudiado en 1998 pudo entenderse entre sí, aunque probablemente fue mediante el uso de signos internacionales. La lingüista en esfuerzos de documentación, plantean la hipótesis de que este contacto con ASL, combinado con un contacto potencial con el lenguaje de señas de Martha's Vineyard (otro posible antecesor del ASL) puede sugerir que el ASL desciende en parte del lenguaje de señas de las llanuras.: 24–27 

## Historia

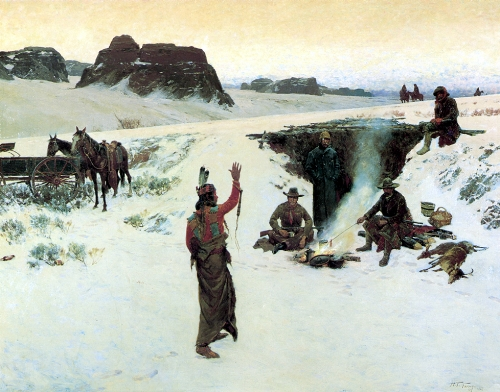
Un indio que se acerca al campamento de nuevos colonos hace una señal de tregua con la mano.

Las raíces del lenguaje de señas de las llanuras son desconocidas debido a la falta de registros escritos. Sin embargo, los primeros registros de contacto entre europeos y pueblos indígenas de la región de la Costa del Golfo en Texas y el norte de México señalan una lengua de señas completamente formada que ya estaba en uso en el momento de la llegada de los europeos a la región. Estos registros incluyen las historias de Álvar Núñez Cabeza de Vaca y Pánfilo de Narváez en 1527 y Francisco Vázquez de Coronado en 1541 reportando de grupos indígenas conversando con diferentes tribus en señas.
Es posible que el uso de señas haya comenzado en el sur de América del Norte, tal vez en el norte de México o Texas, y sólo se haya extendido a las llanuras canadienses en tiempos recientes, aunque esta sospecha puede ser un artefacto de la observación europea. Muchos indios de las llanuras creen que los Kiowas lo inventaron. Según la tradición oral de los Cheyenes, los kiowas adoptaron la lengua de signos de Nuevo México y la trajeron consigo a las llanuras. Por su parte, los Siux del Este han dicho que no conocieron esta forma de expresión hasta que los cheyenne se la enseñaron. Generalmente se considera que los kiowis son los expertos en lengua de signos más hábiles. También se han destacado en general las habilidades de los cheyennes y arapahas como maestros de esta lengua. 
El lenguaje de señas de las llanuras se extendió a los sauk, fox, potawatomi, cherokee, chickasaw, choctaw y caddo después de su traslado a Oklahoma. A través del Crow, reemplazó al divergente lenguaje de señas de Plateau.[cita requerida] entre las naciones orientales que lo utilizaron, Coeur d'Alene, Sanpoil, Okanagan, Thompson, Lakes, Shuswap y Colville en Columbia Británica, Washington y Idaho, así como las naciones occidentales que cambiaron a la jerga Chinook. Algunos individuos de mayor experiencia tenían un vocabulario de 3500 palabras, mientras que la mayoría funcionaba con un vocabulario de 500 a 1000 palabras en señas.
Según una encuesta realizada en 1885, se encontraron más de 110 000 usuarios de lengua de señas indígena de las llanuras en Estados Unidos. El número se vio incrementado por los restos de pueblos orientales como los Cheroqui y Chickasaws que fueron trasladados a las numerosas reservas de Oklahoma. En el mejor de los casos, el lenguaje de señas era una forma más rápida de comunicación que el habla. Muchos colonos utilizaron el lenguaje de señas que aprendieron de los indios en los arreos de ganado, cuando el habla normal era imposible debido al ruido y las distancias.
La opinión pública del lenguaje de signos indígena la percibía como un lenguaje inferior y no como un lenguaje digno de ciencia y reglas. Se han publicado simplemente como habla gestual o señas caseras y primitivas tipo pantomimas.: 51  Esta mala interpretación del lenguaje de señas indio norteamericano provocó que aparecieran declaraciones inadecuadas en trabajos académicos donde los investigadores tienden a inventar sus propios sistemas de codificación.

## Geografía

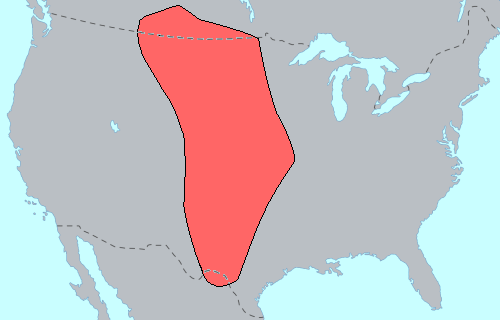
Distribución de los indios de las llanuras para el momento del primer contacto europeo.

El uso de la lengua de señas se ha documentado entre hablantes de al menos 37 lenguas habladas en doce familias nativas, repartidas en un área de más de 2,6 millones de kilómetros cuadrados (1 millón de millas cuadradas). En la historia reciente, estuvo muy desarrollado entre los Crow, Cheyenes, Arapajó y Kiowa, entre otros, y sigue siendo fuerte entre los Crow, Cheyenne y Arapaho.
Los casos mejor documentados de lenguas de señas indígenas involucraron a varios grupos indios que alguna vez habitaron el área de las Grandes Llanuras del continente norteamericano, una enorme extensión geográfica que se extendía de norte a sur desde el Río Saskatchewan Norte en Canadá hasta el río Grande en México. Los límites este-oeste eran aproximadamente los valles Misisipi-Misuri y las estribaciones de las Montañas Rocosas.
Cuando la cultura del caballo trajo consigo docenas de tribus que hablaban diferentes dialectos hacia las llanuras, se volvió vital el desarrollo y la adopción de un idioma común. A la luz de las investigaciones, los kiowa, cheyenne y arapaho son los difusores más importantes de la lengua de signos indígenas. Sus movimientos se produjeron por igual tanto en las llanuras del sur como en las del norte. Las lenguas de signos encontradas en Oriente y Occidente han sido muy primitivas, y se han encontrado buenas razones para su falta de desarrollo. Las lenguas algonquinas e iroquesas dominantes en el Este impidieron el desarrollo de la lengua de signos allí, y las tribus de las Montañas Rocosas vivían una vida demasiado aislada para aprender una lengua de signos claramente comprensible. Una excepción a esto la hicieron los Nez Perce, quienes establecieron relaciones comerciales con los indios que vivían en Montana y Dakota del Norte, y aprendieron a usar el lenguaje de señas de las llanuras.
Entre los pueblos que viven en las llanuras, los europeos han observado que los comanches tienen pocas habilidades en el lenguaje de señas. Una razón común para esto ha sido que los comanches no tenían una necesidad particular de aprender el idioma, ya que su propio idioma era el idioma principal en la mayoría de las reuniones entre indios en las llanuras del sur. Los ute, que vivían en los bordes suroeste de las llanuras, tampoco dominaban el lenguaje de señas. Se ha citado como motivo la falta de contactos sociales con las tribus de las llanuras. 
Las distintas naciones con uso documentado del lenguaje de señas, divididas por familia lingüística, incluyen:
- Piman : Pima, Pápago y continuando hacia el norte de México.
- Aislados de la costa de Texas : Coahuilteco, Tonkawa, Karankawa, Atakapa
- Yumán : Maricopa
- Numic : Paiute, Ute, Comanche, Shoshón
- Tanoano : Kiowa, Taos
- Pueblo Zuñi
- Caddoano : Wichita, Pawnee, Arikara
- Athabaskan : Apache (Mescalero, Lipán, Jicarilla y Kiowa Apache), Navajo, Sarcee, Beaver
- Algonquino : Blackfoot, Gros ventres, Cheyenne, Arapajó, Cree, Ojibwa
- kutenai
- Siouan : Mandan, Crow, Hidatsa, Omaha, Osage, Assiniboine, Ponca, Oto, Siux (Teton, Yankton, Yanktonai, Santee)
- Sahaptiano : Nez percé, Sahaptin, Umatilla, Palus
- Cayuse
- Salish : Kalispel, Coeur d'alene, Flathead, Spokane, Sanpoil (cambiado del distintivo lenguaje de señas Plateau )

También se informa de una forma distinta en pueblo hurón de Ohio, de la familia de lenguas Iroquoian.: 10 
Se sabe que los navajos tienen una población comparable de individuos que pueden hablar el dialecto navajo del lenguaje de señas de las llanuras. También existe una lengua de señas no relacionada usado en un clan de navajos que cuenta con varios miembros sordos.
Existe una variedad de lenguaje de señas de las llanuras dentro de la Confederación Pie Negros. Poco se sabe sobre el idioma más allá de que lo utilizan los miembros de la comunidad sorda, así como la comunidad en general, para transmitir tradiciones e historias orales. 
Hoy en día, la lengua de signos de las llanuras está desapareciendo, aunque todavía es posible encontrar algunos de sus adeptos en sus respectivas reservas. En agosto de 2010, hubo una reunión en la reserva de los cheyennes del norte, donde se reunieron expertos en lengua de señas de las llanuras de todo Estados Unidos con el fin de hacer un registro de su idioma de manos. Un evento similar se celebró 80 años antes.

## Fonología

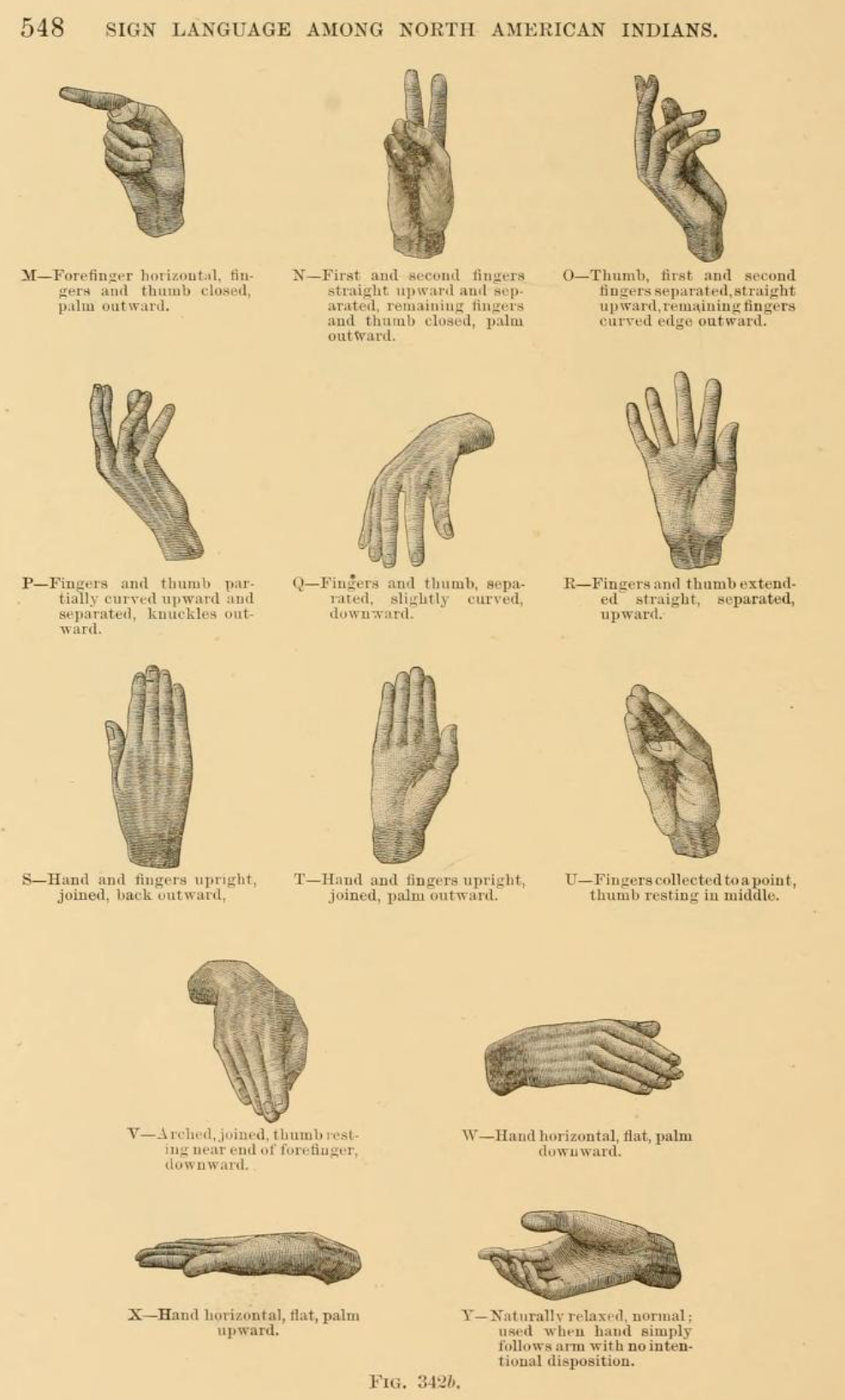
Formas de mano del lenguaje de señas indígena.

El antropólogo La Mont West, así como los lingüistas Alfred Kroeber y Charles F. Voegelin, fueron los primeros pioneros no sólo en el análisis fonológico de la lengua de señas de los llanos a finales de los años 1950, así como también en la fonología de la lengua de señas en general.: 41–43  En su disertación inédita, apoyado por el indígena Arapajó llamado William Shakespeare,: 41–43  desarrolló un sistema de notación y analizó que el lenguaje de señas de los llanos tenía ochenta y dos unidades o fonemaa, a los que llamó cinemas, cada uno de los cuales podía descomponerse en términos de rasgos distintivos. Analizó signos en un grupo morfológicamente complejos que otros como William C. Stokoe analizarían como monomorfémicos, unidades mas sencillas, y muchos de estos hallazgos fueron probados y evidenciados en estudios posteriores en vista de que el trabajo de West no venía apoyado por transcripciones fonémicas de calidad. Los estudios de West, Kroeber y Voegelin del lenguaje de señas de las llanuras se llevaron a cabo al mismo tiempo que los estudios fundamentales de Stokoe sobre la fonología de las señas estadounidenses (ASL).
Los análisis del lenguaje de señas de las llanuras evidencian fonemas no aislables que fueron clasificados con conceptos como formas de manos, direcciones, referentes, movimientos o patrones de movimiento y dinámicas. Cuatro de ellos son paralelos a los parámetros de la lengua de señas ampliamente reconocidos (la forma de la mano, la orientación, ubicación y movimiento del signo). Estos parámetros paralelos surgieron de trabajos posteriores sobre una variedad de lenguas de señas. El quinto, la dinámica, es exclusivo del análisis de West, aunque puede estar presente también en otras lenguas de señas. West argumentó que este análisis de forma evita la cuestión de que los signos que consisten en un solo fonema tengan que estar compuestos de múltiples morfemas, que son unidades gramaticales más pequeñas:
- Referente: son 40, estos representan el mayor inventario fonémico del lenguaje de señas de las llanuras, en comparación con la mayoría de los idiomas hablados. Es la idea o concepto principal y puede ser una parte de la mano, la cabeza, la pierna, el cuerpo o un referente externo.
- Dirección: vocales paralelas, hay ocho direcciones distintivas, incluidas las “direcciones” de tocar o que son paralelas al referente. Dirección puede ser combinada con la forma de la mano para designar, señalar o mirar; con el punto de referencia, donde emerge como colocación; o con movimiento (es decir, dinámica del movimiento), donde especifica la dirección del movimiento.
- Forma de mano: consonantes paralelas, nueve formas de mano básicas se pueden redondear o no para formar un total de 18 formas de mano distintas.
- Patrones de movimiento: hay cuatro patrones de movimiento que consisten en la forma de cualquier movimiento. [31]: 10–16

Un fonema no puede aparecer de forma aislada, aunque por su parte, un morfema puede constar de un solo fonema.

### Dinámica

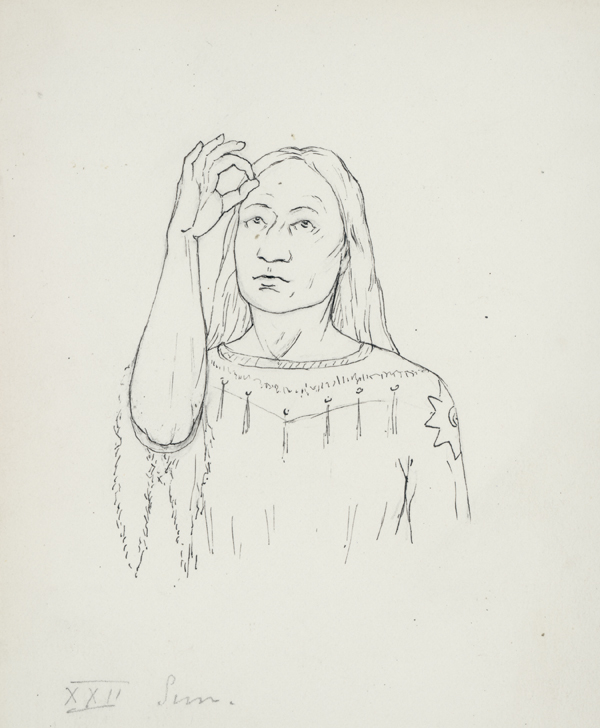
Dibujo de una persona que muestra el signo de "sol" en el lenguaje de señas de los indios de las llanuras.

Hay doce fonemas dinámicos, que funcionan de manera similar a los suprasegmentales talescomo el acento o el tono en el sentido de que, si bien cada signo debe realizarse con cierta velocidad o fuerza en particular, solo algunos se marcan. La dinámica puede cambiar la forma en que se realiza otro fonema, como la forma de una mano o un movimiento, o modificar todo el paquete o subpaquete de movimientos. : 5, 15 

Dinámica de movimiento
Básicamente, el modo de en un movimiento se realiza en el codo. En cambio, un movimiento puede articularse en la muñeca, en cuyo caso se dice que tiene un fonema adicional combinado llamado dinámica de movimiento. Si el movimiento de la muñeca se realiza además de otro movimiento, la dinámica del movimiento se ha combinado con una dinámica de largo alcance.: 37 
Estrés
Hay dos acentos fonémicos, tenso y laxo, así como el acento no marcado predeterminado. Cuando se combinan con una forma de mano, corresponden respectivamente a una sobreextensión y una subextensión de las partes extendidas de la mano en comparación con la forma básica de la mano.
Con los movimientos, caracterizan el movimiento como fuerte y rápido o débil y lento. Un movimiento también se puede combinar con dos dinámicas de estrés, una especificando la tensión de un movimiento como tensa o ligera, y la otra la velocidad. Cuando no hay tensión dinámica presente, los movimientos adoptan por defecto una fuerza y velocidad intermedias, y la tensión es irrelevante.: 42 
Medida
Las extensiones fonémicas largas y cortas representan longitudes en una variedad de contextos. Con un referente, especifican que la mano se mantiene lejos o cerca del referente, en relación con la distancia predeterminada.
Con un movimiento, especifican la duración del movimiento como largo o corto, siendo la longitud predeterminada media.: 42  Al alargar un movimiento se mueve la articulación desde el codo hasta el hombro.: 37  También pueden combinarse con una dinámica de estrés u otra dinámica de extensión, en cuyo caso las exageran.
Redondeo o diptongar
Esta dinámica no fonémica tiene dos propósitos. Se utiliza con formas de manos no redondeadas para generar formas de manos redondeadas, de la misma manera que la expresión puede generar consonantes sonoras a partir de sordas.
También se puede utilizar para diptongar dos direcciones cualesquiera para formar una dirección de compromiso a medio camino entre ellas, que West comparó con consonantes doblemente articuladas. Observó que, si bien las consonantes doblemente articuladas generalmente se describen como fonemas separados, el número de pares de direcciones diptongadas en el lenguaje de señas llano es demasiado grande para otorgarles a todas un estatus fonémico.: 39 

La unidad ejecutable más pequeña según el análisis de West se llama paquete, que comparó con la sílaba hablada. Un paquete debe tener exactamente un núcleo, una forma de mano y una dirección. Un subpaquete se define como una dirección única, no diptongada y sus fonemas no direccionales asociados. 
Casi no existen restricciones sobre la coexistencia de miembros de diferentes clases fonémicas dentro de un paquete, especialmente entre formas de manos, direcciones, clases de movimiento y dinámicas. Dado que algunos referentes son poco frecuentes, es difícil decir si existen límites a sus privilegios combinatorios.
Por el contrario, los grupos de múltiples fonemas de la misma clase dentro de un paquete están muy restringidos. Las formas de las manos rara vez se agrupan, los referentes nunca lo hacen y la agrupación entre dinámicas está limitada por subclases y es extremadamente infrecuente. Los patrones de movimiento sólo pueden formar grupos de dos, donde uno de los patrones de movimiento debe ser oscilación/vibración. La clase fonémica con mayor privilegio combinatorio es la dirección; dos direcciones cualesquiera pueden agruparse utilizando la dinámica diptongante.

Las posibles formas de signos son muy limitadas.  Aunque la evidencia lingüística sugiere que estas formas tradicionales de señas entre los grupos indios son distintas del lenguaje de señas americano (ASL), se han documentado sorprendentes similitudes en la estructura lingüística entre las señas de las planicies y ASL incluyendo sus formas de manos marcadas y no marcadas, condiciones de simetría y dominancia, formas clasificadoras y marcadores no manuales.: 5  Un buen ejemplo es la visita que los Kiowas hicieron en 1930 a una escuela para sordos en Texas. Uno de los indios hizo una presentación sobre el arreo del bisonte en lenguaje de señas de las llanuras. Todos los sordos comprendieron la historia, aunque nunca antes habían visto a los indios hablar sólo con señas con las manos.
El lenguaje de señas de los indios de las llanuras puede haber influido mucho en el nacimiento del lenguaje de señas americano. Existen algunas diferencias significativas entre el lenguaje de señas de la llanura indígena y el lenguaje de señas americano. Este último lenguaje utilizado por las personas sordas se basa más en señas realizadas con los dedos delante del cuerpo, y sólo funciona a corta distancia. El idioma equivalente de los indios de las llanuras fue diseñado para usarse también en distancias más largas. Su comunicación a menudo consistía en rangos de movimiento más amplios y usaban los brazos mucho más que los sordos.Se expresaban agitando ambas manos por encima de la cabeza de izquierda a derecha o viceversa para transmitir muchos temas. Cuando los movimientos se dirigían directamente contra el cuerpo, destacaban aún más contra la claridad del fondo. En general, el lenguaje nativo americano implicaba más gesticulación y puede compararse con la realización de "imágenes aéreas" o pura pantomima.
La mayoría de los signos se realizan con una sola mano, incluidos todos los signos funcionales, y estas señales de una mano se pueden dividir en señales estáticas o señales con movimiento. Las señales usando las dos manos se limitan a señales en las que ambas manos están quietas, o una mano permanece quieta y la otra se mueve, o bien ambas manos se mueven al unísono. Cuando ambas manos se mueven, se mueven juntas en un movimiento paralelo o cruzado.: 2–3  La prevalencia de signos con una mano en lenguas de signos auxiliares como el lenguaje de signos de las llanuras puede ser tipológico, ya que los lenguajes de signos primarios tienden a preferir los signos con dos manos.
Estas restricciones son paralelas a las condiciones de simetría y dominancia que se encontraron luego en ASL. La condición de simetría requiere que los signos a dos manos en los que se mueven ambas manos deben tener un movimiento simétrico, mientras que la condición de dominancia dice que en los signos a dos manos que involucran dos formas de manos diferentes, la mano pasiva se limita a ciertos movimientos y formas de manos.Un análisis preliminar ha demostrado que el lenguaje de señas de las llanuras parece cumplir estas condiciones y también favorece las formas de manos dominantes. : 139–140 

Los usuarios del lenguaje de señas de las llanuras muestran una estructura prosódica extensa, que se dividen en paquetes y subpaquetes similares a las sílabas, signos individuales similares a palabras, frases similares a oraciones y expresiones que son similares a los párrafos escritos. Excepto en el caso de un paquete y en marcado contraste con la mayoría de las lenguas de signos para sordos, donde los signos a menudo fluyen libremente entre sí, los límites de cada una de estas unidades prosódicas están marcados consistentemente con una de tres uniones.
Paragraph-final juncture
The hands are crossed or folded over the lower stomach if standing, or in the lap if sitting.
Phrase-final juncture
The hands move partway towards the paragraph-final juncture position but recoil before reaching it.
Two variants have the hands clasped near the chest or, if sitting, the palms lightly touched to the thighs, though this variant is rarer. Either of the two variants can be made emphatic, in which case a strong and audible clap or slap is made instead. The emphatic variants are more common in the northern Plains dialects of Saskatchewan and northern Alberta.
Sign-final juncture
The hands recoil slightly toward the chest or shoulder, or alternatively, a slight pause is made. The pause variant may be a marker of casual conversation as opposed to what speakers described as a more elegant register.
La unión del párrafo final marca exclusivamente el comienzo y el final de enunciados completos, cada uno de los cuales tiene aproximadamente la misma longitud y el contenido de un párrafo hablado. Puede omitirse al comienzo de un enunciado.

Las uniones finales de un párrafo y frase se pueden usar indistintamente entre signos consecutivos. La unión final de párrafo se usa con más frecuencia para separar elementos de una lista o para ideas completas similares a las oraciones, mientras que la unión final de frase se prefiere después de ideas incompletas o cláusulas pendientes y es más probable que aparezca en cualquier otro lugar.
Cualquier signo que no esté separado por la unión final del párrafo o de la frase se ve casi universalmente separado por la unión final del signo, así como los paquetes dentro de un compuesto abierto, donde se utilizan múltiples signos como una unidad para referirse a alguna idea o cosa. Las uniones finales de párrafo y frase son extremadamente raras dentro de compuestos abiertos. Las unidades más grandes que no están separadas por ninguna coyuntura son signos de unidad, que pueden ser un paquete único, un paquete y una forma de mano o referente terminal, un paquete repetido o un compuesto cerrado, donde múltiples signos forman un nuevo signo.  : 53–56 

Como el lenguaje de señas de los indios de las llanuras era ampliamente comprendido entre las diferentes tribus, se sabe que una transcripción gráfica escrita de estos signos funcionó como medio de comunicación entre los nativos americanos dentro y fuera de las reservas durante el período de colonización, expulsión y escolarización forzosa de Estados Unidos a finales del siglo XIX y principios del siglo  XX. La carta de un estudiante kiowa, enviada en 1890 a la escuela india Carlisle en Pensilvania por sus padres en una reserva en Oklahoma, hizo uso de tales signos y se convierte en una de las pocas transcripciones escritas indígenas conocidas de la lengua kiowa.

1. 
2. 
3. 
4. 
5. 
6. 
7. 
8. 
9. 
10. 
11. 
12. 
13. 
14. 
15. 
16. 
17. 
18. 
19. 
20. 
21. 
22. 
23. 
24. 
25. 
26. 
27. 
28. 
29. 
30. 
31. 
32. 
33. 
34. 
35. 
36. 
37. 
38. 
39. 
40. 